# Малое Содомово (Тонкинский район)
Ма́лое Содо́мово — деревня в Тонкинском районе Нижегородской области. Входит в состав Большесодомовского сельсовета.

## Этимология
Слово «Содом» в названии ряда населённых пунктов Поволжья закрепилось по инициативе официальной церкви из-за религиозных противоречий с первыми жителями (зачастую староверами, которых обвиняли в язычестве).

## География
Расположена в лесистой местности в 9,5 км к юго-западу от посёлка Тонкино, в 37 км к юго-востоку от Уреня и в 180 км к северо-востоку от Нижнего Новгорода. Дорог с твёрдым покрытием нет.

## Население
| 2002 | 2010 |
| ---- | ---- |
| 18   | ↘1   |